# Nomopyle
Nomopyle, biljni rod iz porodice gesnerijevki sa 2 vrsta trajnica rasprostranjenih u Južnoj Americi.  Dio je podtribusa Gloxiniinae.

## Etimologija
Ime roda je anagram od Monopyle. 

## Opis roda
To je novi rod stvoren za dvije vrste, N. dodsonii (bivša Gloxinia dodsonii) i N. peruviana (bivša Niphaea peruviana) iz Ekvadora, odnosno Perua. Obje vrste imaju plodove vrlo slične onima Monopylea i blisko su povezane s tim rodom.. 
Nomopyle su kopnene višegodišnje zeljasta biljke s ljuskastim rizomima. Stabljike slabe, uspravne ili polegnute, gole. Listovi nasuprotni, izofilni, peteljkasti, lamina s 5-8 pari žila, puči u nejasnim skupinama na donjoj strani. Cvjetovi aksilarni, pojedinačni, ebrakteolatni. Čašice slobodne. Vjenčić zvonasti do gotovo rotirajući, bijel do boje lavande, režnjevi podjednaki, cjeloviti. Prašnika 4; prašnici koherentni. Nektarij ima smanjeni prstenasti disk ili ga nema. Ovarij donji; stigma stomatomorfna. Plod je cilindrična mesnata čahura, koja se odvaja uz dorzalnu stranu i cijepa hipantij do baze. Sjemenke brojne, sitne, okruglaste. Broj kromosoma je nepoznat. 

## Vrste
1. Nomopyle dodsonii (Wiehler) Roalson & Boggan
2. Nomopyle peruviana (Wiehler) Roalson & Boggan